# Marcelo Ramírez
Marcelo Antonio Ramírez Gormaz est un footballeur chilien, né le 29 mai 1965 dans la capitale Santiago.
Il a passé l'essentiel de sa carrière dans le club de Colo Colo. 
Au total il a remporté sept Championnats du Chili. Avec Colo Colo il a remporté la prestigieuse Copa Libertadores en 1991, de même que la Copa Interamericana et la Recopa Sudamericana en 1992.